# Peter Jepsen (pokerspiller)
 For alternative betydninger, se Peter Jepsen. (Se også artikler, som begynder med Peter Jepsen)
Peter Willers Jepsen, aka Zupp (født 1982 nord for København) er en dansk pokerspiller. Han blev i marts 2007 den anden dansker efter Mads Andersen, som vandt en turnering på European Poker Tour med førstepladsen i EPT Warszawa og en præmie på $ 415.679. Inden da var Peters bedste resultat en 3. plads ved Caribbean Poker Classic på St. Kitts i 2006, til $165.000. I alt har han vundet $604.459 i pokerturneringer.
Jepsen var holdkaptajn på det nu nedlagte pokerteam.dk, og spillede gennem flere år med i nogle af de største cashgames online, primært $25/50-$50/100 No Limit hold’em og $25/50-$200/400 Pot Limit Omaha, med indskud på op til $100.000 pr. spil.
Jepsen er kendt for at tale bramfrit, hvilket ofte kunne læses på hans blog på pokernet.dk, tidligere på pokerteam.dk men også i Ekstra Bladet. Han var redaktør på pokerbladet ’Under the Gun’, som afløste Pokermagasinet, og som senere kom til at hedde Cardplayer. Bladet lukkede efter et års tid.
Oprindeligt var han sergent i det danske militærpoliti, men en skade i knæet under udsendelse i Irak i 2004 betød farvel til det danske militær. Jepsen savnede dog adrenalinsuset fra sin tid i militæret, og søgte derfor en erstatning i de mange store slag ved pokerbordet.
Jepsen er også kendt for at have slået verdensrekorden for største online poker pulje vundet. I september 2008 vandt Peter en pulje på $499,037 over Tom Dwan. Rekorden er sidenhen slået.
Jepsen blev i Østre Landsret 15. december 2020 idømt tre års fængsel for hacking og bedrageri. Han får samtidig konfiskeret 22,4 millioner kroner. Svindlen er foregået i perioden fra 2008 til 2014.